# Plicatula ceylanica
Plicatula ceylanica is een tweekleppigensoort uit de familie van de Plicatulidae. De wetenschappelijke naam van de soort is voor het eerst geldig gepubliceerd in 1873 door Sowerby.